# سدریک هونتونجی
سدریک هونتونجی (انگلیسی: Cédric Hountondji؛ زادهٔ ۱۹ ژانویهٔ ۱۹۹۴) بازیکن فوتبال اهل فرانسه است.
از باشگاه‌هایی که در آن بازی کرده‌است می‌توان به باشگاه فوتبال لفسکی صوفیه، باشگاه فوتبال اوسر، و باشگاه فوتبال رن اشاره کرد.
وی همچنین در تیم‌های ملی فوتبال France national under-16 football team، زیر ۱۷ سال فرانسه، زیر ۱۸ سال فرانسه، زیر ۲۱ سال فرانسه، و بنین بازی کرده‌است.